# 広島県第2区
広島県第2区（ひろしまけんだい2く）は、日本の衆議院議員総選挙における選挙区。1994年（平成6年）の公職選挙法改正で設置。

## 区域

### 現在の区域
2022年（令和4年）公職選挙法改正以降の区域は以下のとおりである。江田島市の分割は解消され、4区に移出した。
- 広島市
  - 西区
  - 佐伯区
- 大竹市
- 廿日市市

### 2022年以前の区域
2017年（平成29年）公職選挙法改正から2022年の小選挙区改定までの区域は以下のとおりである。
- 広島市
  - 西区
  - 佐伯区
- 大竹市
- 廿日市市
- 江田島市（旧能美町・沖美町・大柿町域）
  - 本庁管内
  - 能美・沖美の各支所管内
  - 深江・柿浦の各連絡所管内

2013年（平成25年）公職選挙法改正から2017年の小選挙区改定までの区域は以下のとおりである。
- 広島市
  - 西区
  - 佐伯区
- 大竹市
- 廿日市市
- 江田島市（旧能美町・沖美町・大柿町域）
  - 本庁管内
  - 沖美・大柿の各支所管内
  - 鹿川・高田の各出張所管内

1994年（平成6年）公職選挙法改正から2013年の小選挙区改定までの区域は以下のとおりである。
- 広島市
  - 西区
  - 佐伯区
- 大竹市
- 廿日市市
- 佐伯郡

## 歴史
1996年の小選挙区制導入後、粟屋敏信や松本大輔など野党系の議員が多く当選してきた選挙区であり、保守王国として知られる広島県の選挙区の中では最も自民党の勢力が弱い選挙区である。これは西区西部や佐伯区（旧五日市町）、廿日市市などが広島市のベッドタウンとして開発され、長年人口流入が続いたことによる。そのため無党派層の割合が県内でも高い。なお、有権者数は県内最多。2003年から2017年までの6回の選挙では自民党の平口洋対民主党系の松本大輔の構図が続いていた（平口の4勝2敗）。2021年の第49回衆議院議員総選挙では引退した松本に代わって立憲民主党の大井赤亥が平口に挑んだが落選となった。2024年の第50回衆議院議員総選挙では国民民主党の福田玄が比例復活。
元広島市長の秋葉忠利が社民党衆議院議員時代に地盤としていた選挙区でもある。
2012年の第46回衆議院議員総選挙を巡り、一票の格差が問われた訴訟で、2013年3月25日、広島1区と共に国政選挙に関して戦後初の選挙無効判決が広島高等裁判所から下された。同月29日に最高裁に上告した。その後同年11月20日に最高裁判所の大法廷は、一票の格差が是正されない状態で選挙が行われた問題については「違憲状態」としながらも、選挙自体は有効であるとする判決を下し無効判決が下った広島1区や岡山2区とともに選挙無効は免れた。

## 小選挙区選出議員
| 選挙名                 | 年     | 当選者   | 備考       |
| ---------------------- | ------ | -------- | ---------- |
| 第41回衆議院議員総選挙 | 1996年 | 粟屋敏信 | 新進党     |
| 第42回衆議院議員総選挙 | 2000年 | 粟屋敏信 | 無所属の会 |
| 第43回衆議院議員総選挙 | 2003年 | 松本大輔 | 民主党     |
| 第44回衆議院議員総選挙 | 2005年 | 平口洋   | 自由民主党 |
| 第45回衆議院議員総選挙 | 2009年 | 松本大輔 | 民主党     |
| 第46回衆議院議員総選挙 | 2012年 | 平口洋   | 自由民主党 |
| 第47回衆議院議員総選挙 | 2014年 | 平口洋   | 自由民主党 |
| 第48回衆議院議員総選挙 | 2017年 | 平口洋   | 自由民主党 |
| 第49回衆議院議員総選挙 | 2021年 | 平口洋   | 自由民主党 |
| 第50回衆議院議員総選挙 | 2024年 | 平口洋   | 自由民主党 |

## 選挙結果
時の内閣：第1次石破内閣 解散日：2024年10月9日 公示日：2024年10月15日
当日有権者数：38万6897人 最終投票率：48.60%（前回比：2.88%） （全国投票率：53.85%（2.08%））
| 当落 | 候補者名 | 年齢 | 所属党派     | 新旧 | 得票数   | 得票率 | 惜敗率 | 推薦・支持 | 重複 |
| ---- | -------- | ---- | ------------ | ---- | -------- | ------ | ------ | ---------- | ---- |
| 当   | 平口洋   | 76   | 自由民主党   | 前   | 82,443票 | 44.97% | ――     | 公明党推薦 |      |
| 比当 | 福田玄   | 42   | 国民民主党   | 新   | 61,679票 | 33.65% | 74.81% |            | ○    |
|      | 金城政孝 | 49   | 日本維新の会 | 新   | 21,846票 | 11.92% | 26.50% |            | ○    |
|      | 岡田博美 | 65   | 日本共産党   | 新   | 17,354票 | 9.47%  | 21.05% |            |      |

時の内閣：第1次岸田内閣 解散日：2021年10月14日 公示日：2021年10月19日
当日有権者数：40万4009人 最終投票率：51.48%（前回比：0.7%） （全国投票率：55.93%（2.25%））
| 当落 | 候補者名 | 年齢 | 所属党派   | 新旧 | 得票数    | 得票率 | 惜敗率 | 推薦・支持 | 重複 |
| ---- | -------- | ---- | ---------- | ---- | --------- | ------ | ------ | ---------- | ---- |
| 当   | 平口洋   | 73   | 自由民主党 | 前   | 133,126票 | 65.24% | ――     | 公明党推薦 |      |
|      | 大井赤亥 | 40   | 立憲民主党 | 新   | 70,939票  | 34.76% | 53.29% |            | ○    |

時の内閣：第3次安倍第3次改造内閣 解散日：2017年9月28日 公示日：2017年10月10日
当日有権者数：40万4633人 最終投票率：50.78%（前回比：0.34%） （全国投票率：53.68%（1.02%））
| 当落 | 候補者名 | 年齢 | 所属党派     | 新旧 | 得票数   | 得票率 | 惜敗率 | 推薦・支持 | 重複 |
| ---- | -------- | ---- | ------------ | ---- | -------- | ------ | ------ | ---------- | ---- |
| 当   | 平口洋   | 69   | 自由民主党   | 前   | 96,718票 | 47.89% | ――     | 公明党推薦 | ○    |
|      | 松本大輔 | 46   | 希望の党     | 元   | 68,309票 | 33.82% | 70.63% |            | ○    |
|      | 灰岡香奈 | 34   | 日本維新の会 | 新   | 18,128票 | 8.98%  | 18.74% |            | ○    |
|      | 藤本聡志 | 63   | 日本共産党   | 新   | 16,393票 | 8.12%  | 16.95% |            |      |
|      | 水野善丈 | 26   | 幸福実現党   | 新   | 2,403票  | 1.19%  | 2.48%  |            |      |

- 灰岡は2021年11月、広島県議会議員補欠選挙（安佐南区選挙区）に自由民主党公認で立候補し当選。

時の内閣：第2次安倍改造内閣 解散日：2014年11月21日 公示日：2014年12月2日
当日有権者数：39万3696人 最終投票率：51.12%（前回比：6.23%） （全国投票率：52.66%（6.66%））
| 当落 | 候補者名 | 年齢 | 所属党派   | 新旧 | 得票数    | 得票率 | 惜敗率 | 推薦・支持 | 重複 |
| ---- | -------- | ---- | ---------- | ---- | --------- | ------ | ------ | ---------- | ---- |
| 当   | 平口洋   | 66   | 自由民主党 | 前   | 102,719票 | 52.21% | ――     | 公明党推薦 | ○    |
|      | 松本大輔 | 43   | 民主党     | 元   | 77,234票  | 39.26% | 75.19% |            | ○    |
|      | 藤本聡志 | 60   | 日本共産党 | 新   | 16,794票  | 8.54%  | 16.35% |            |      |

時の内閣：野田第3次改造内閣 解散日：2012年11月16日 公示日：2012年12月4日
当日有権者数：39万2877人 最終投票率：57.35%（前回比：11.54%） （全国投票率：59.32%（9.96%））
| 当落 | 候補者名 | 年齢 | 所属党派     | 新旧 | 得票数    | 得票率 | 惜敗率 | 推薦・支持     | 重複 |
| ---- | -------- | ---- | ------------ | ---- | --------- | ------ | ------ | -------------- | ---- |
| 当   | 平口洋   | 64   | 自由民主党   | 元   | 109,823票 | 49.74% | ――     | 公明党推薦     | ○    |
|      | 松本大輔 | 41   | 民主党       | 前   | 61,373票  | 27.80% | 55.88% | 国民新党推薦   | ○    |
|      | 辻康裕   | 43   | 日本維新の会 | 新   | 36,979票  | 16.75% | 33.67% | みんなの党推薦 | ○    |
|      | 中森辰一 | 60   | 日本共産党   | 新   | 12,619票  | 5.72%  | 11.49% |                |      |

時の内閣：麻生内閣 解散日：2009年7月21日 公示日：2009年8月18日
当日有権者数：39万965人 最終投票率：68.89% （全国投票率：69.28%（1.77%））
| 当落 | 候補者名 | 年齢 | 所属党派   | 新旧 | 得票数    | 得票率 | 惜敗率 | 推薦・支持 | 重複 |
| ---- | -------- | ---- | ---------- | ---- | --------- | ------ | ------ | ---------- | ---- |
| 当   | 松本大輔 | 38   | 民主党     | 前   | 149,227票 | 56.33% | ――     |            | ○    |
|      | 平口洋   | 61   | 自由民主党 | 前   | 110,238票 | 41.61% | 73.87% |            | ○    |
|      | 宮内香織 | 45   | 幸福実現党 | 新   | 5,458票   | 2.06%  | 3.66%  |            |      |

時の内閣：第2次小泉改造内閣 解散日：2005年8月8日 公示日：2005年8月30日 （全国投票率：67.51%（7.65%））
| 当落 | 候補者名 | 年齢 | 所属党派   | 新旧 | 得票数    | 得票率 | 惜敗率 | 推薦・支持 | 重複 |
| ---- | -------- | ---- | ---------- | ---- | --------- | ------ | ------ | ---------- | ---- |
| 当   | 平口洋   | 57   | 自由民主党 | 新   | 129,462票 | 50.78% | ――     |            | ○    |
| 比当 | 松本大輔 | 34   | 民主党     | 前   | 112,435票 | 44.10% | 86.85% |            | ○    |
|      | 高見篤己 | 53   | 日本共産党 | 新   | 13,047票  | 5.12%  | 10.08% |            |      |

時の内閣：第1次小泉第2次改造内閣 解散日：2003年10月10日 公示日：2003年10月28日 （全国投票率：59.86%（2.63%））
| 当落 | 候補者名 | 年齢 | 所属党派   | 新旧 | 得票数   | 得票率 | 惜敗率 | 推薦・支持 | 重複 |
| ---- | -------- | ---- | ---------- | ---- | -------- | ------ | ------ | ---------- | ---- |
| 当   | 松本大輔 | 32   | 民主党     | 新   | 81,382票 | 37.47% | ――     |            | ○    |
|      | 平口洋   | 55   | 無所属の会 | 新   | 61,472票 | 28.30% | 75.54% |            |      |
|      | 桧田仁   | 61   | 自由民主党 | 元   | 48,557票 | 22.36% | 59.67% |            | ○    |
|      | 沖茂     | 51   | 無所属     | 新   | 16,052票 | 7.39%  | 19.72% |            | ×    |
|      | 大越和郎 | 63   | 日本共産党 | 新   | 9,726票  | 4.48%  | 11.95% |            |      |

- 粟屋は引退し、実質的な後継候補として平口が立候補した。

時の内閣：第1次森内閣 解散日：2000年6月2日 公示日：2000年6月13日 （全国投票率：62.49%（2.84%））
| 当落 | 候補者名 | 年齢 | 所属党派   | 新旧 | 得票数   | 得票率 | 惜敗率 | 推薦・支持 | 重複 |
| ---- | -------- | ---- | ---------- | ---- | -------- | ------ | ------ | ---------- | ---- |
| 当   | 粟屋敏信 | 73   | 無所属の会 | 前   | 92,316票 | 43.95% | ――     |            |      |
|      | 桧田仁   | 58   | 自由民主党 | 前   | 80,198票 | 38.18% | 86.87% |            | ○    |
|      | 藤本聡志 | 45   | 日本共産党 | 新   | 37,550票 | 17.88% | 40.68% |            |      |

時の内閣：第1次橋本内閣 解散日：1996年9月27日 公示日：1996年10月8日 （全国投票率：59.65%（8.11%））
| 当落 | 候補者名 | 年齢 | 所属党派   | 新旧 | 得票数   | 得票率 | 惜敗率 | 推薦・支持 | 重複 |
| ---- | -------- | ---- | ---------- | ---- | -------- | ------ | ------ | ---------- | ---- |
| 当   | 粟屋敏信 | 70   | 新進党     | 前   | 67,876票 | 34.71% | ――     |            |      |
| 比当 | 桧田仁   | 54   | 自由民主党 | 新   | 60,968票 | 31.18% | 89.82% |            | ○    |
| 比当 | 秋葉忠利 | 53   | 社会民主党 | 前   | 48,142票 | 24.62% | 70.93% |            | ○    |
|      | 牧野輝子 | 52   | 日本共産党 | 新   | 14,688票 | 7.51%  | 21.64% |            |      |
|      | 翫正敏   | 49   | 新社会党   | 新   | 3,862票  | 1.98%  | 5.69%  |            |      |

- 秋葉は1999年に広島市長選に出馬のため、辞職。
- 翫は日本社会党所属の参議院議員であったが1995年に離党。憲法みどり農の連帯を結成し、参議院選挙に出馬したが落選。その後、新社会党に合流した。